# Ladeco
Ladeco, S.A. — бывшая чилийская авиакомпания со штаб-квартирой в международном аэропорту Лос-Серрильос (город Сантьяго). Название авиаперевозчика является акронимом испанской фразы Línea Aérea Del Cobre («Авиакомпания меди»), с явным намёком на основной экспортный продукт страны.

## История
Деятельность Ladeco началась 1 ноября 1958 года с выполнения рейсов из Сантьяго в Потрериллос, Каламу и Антофагасту. В течение года компания использовала три самолёта Douglas DC-3, в дальнейшем авиапарк расширялся в связи с увеличением количества пассажирских и грузовых рейсов в-основном по центральной и северной частям страны. В 1967 году Ladeco становится членом Международной ассоциации воздушного транспорта IATA. В 1994 году маршрутная сеть авиакомпании включала в себя 49 городов Чили и соседних с ней стран.
В 1994 году другая чилийская авиакомпания LanChile (впоследствии сменившая название на LAN Airlines) приобрела в собственность 99,41 % акций Ladeco и в 1998 году провела разделение перевозок в своей структуре: функции пассажирских перевозок были переданы во вновь образованное подразделение LAN Express, грузовые перевозки — в подразделение LAN Cargo. Филиал LAN Express при этом получил все внутренние маршруты Ladeco, а филиал LAN Cargo — код Ladeco (UC) в Ассоциации IATA.
Операционная деятельность под маркой Ladeco полностью прекращена 25 апреля 1996 года.

## Флот
На момент поглощения авиакомпанией LanChile флот Ladeco состоял из 15 самолётов:
- Airbus A300
- Boeing 727—100
- Boeing 737-200
- Boeing 737-300
- Boeing 757-200

## Маршрутная сеть

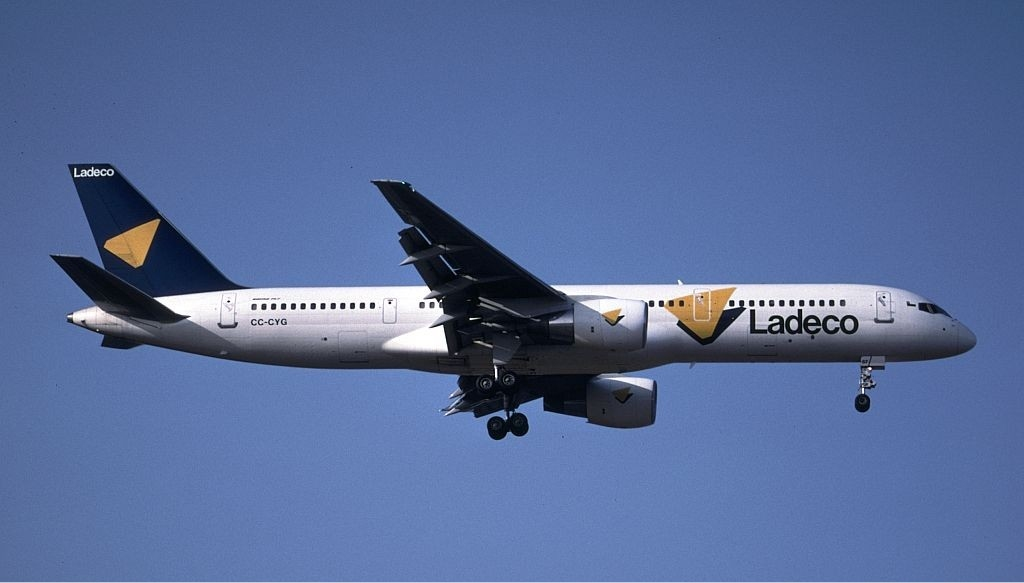
Boeing 757 авиакомпании Ladeco в международном аэропорту Балтимор/Вашингтон имени Таргуда Маршалла

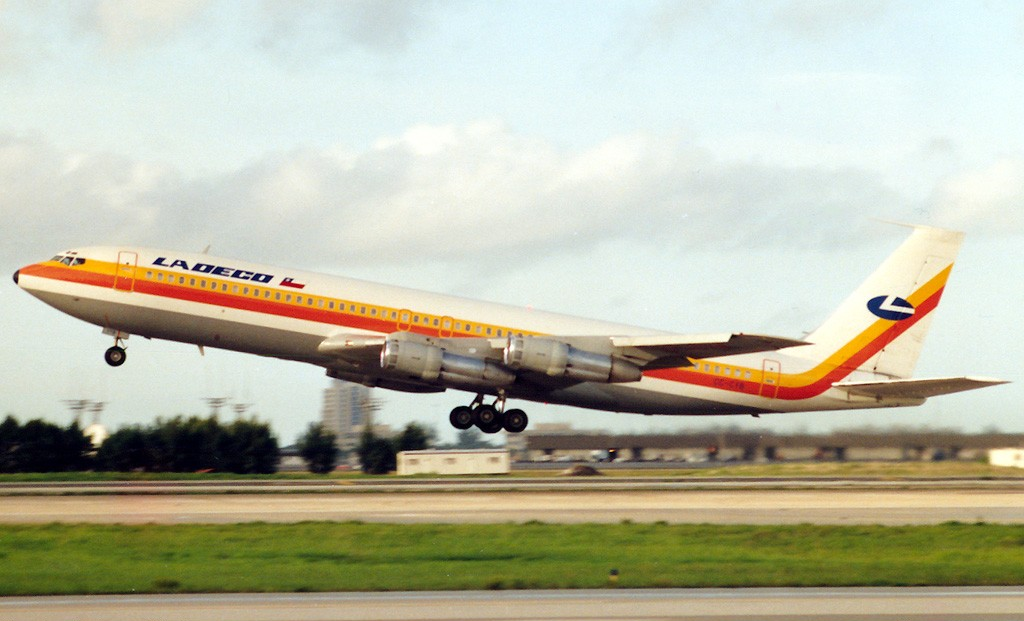
Boeing 707-321B авиакомпании Ladeco в международном аэропорту Майами, 1989 год

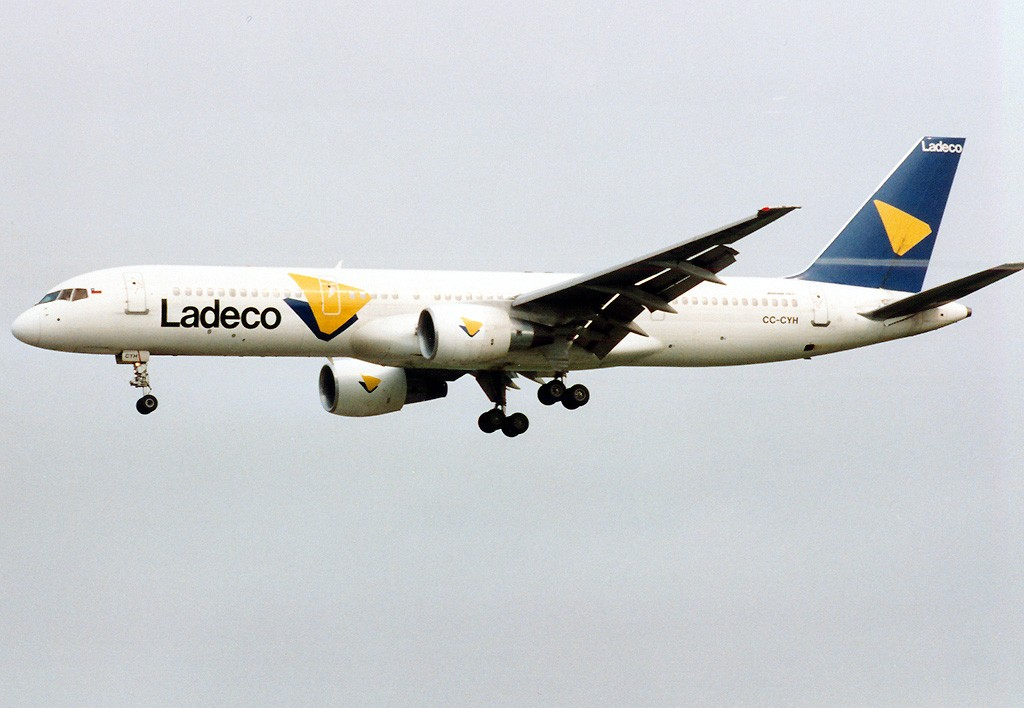
Boeing 757-200 в международном аэропорту имени Джона Кеннеди, 1994 год

### Внутренние маршруты
- Чили
  - Арика — Международный аэропорт Чакаллута
  - Икике — Международный аэропорт имени Диего Арасены
  - Антофагаста — Международный аэропорт Сьерро Морено
  - Калама — Международный аэропорт Эль-Лоа
  - Эль-Сальвадор — Аэропорт имени Рикардо Гарсии Посады
  - Копьяпо — Аэропорт Чамонате
  - Ла-Серена — Аэропорт Ла-Флорида
  - Винья-дель-Мар — Аэропорт Торквемада
  - Сантьяго — Международный аэропорт имени коммодора Артуро Мерино Бенитеса
  - Консепсьон — Международный аэропорт Каррьел-Сур
  - Лос-Анхелес — Аэропорт имени Марии Долорес
  - Темуко — Аэропорт Маквеху
  - Вальдивия — Аэропорт Пичой
  - Осорно — Аэропорт Осорно
  - Пуэрто-Монт — Аэропорт Эль-Тепуаль
  - Балмаседа — Аэропорт Балмаседа
- Пунта-Аренас — Международный аэропорт имени президента Карлоса Ибаньеса дель Кампо

### Международные маршруты
- Канада
  - Монреаль — Международный аэропорт Монреаль имени Пьера Эллиота Трюдо
- США
  - Майами — Международный аэропорт Майами
  - Нью-Йорк — Международный аэропорт имени Джона Кеннеди
  - Балтимор/Вашингтон — Международный аэропорт Балтимор/Вашингтон имени Таргуда Маршалла
- Мексика
  - Канкун — Международный аэропорт Канкун
  - Мехико — Международный аэропорт имени Бенито Хуареса
- Доминиканская Республика
  - Пунта-Кана — Международный аэропорт Пунта-Кана
  - Санто-Доминго — Международный аэропорт Лас-Америкас
- Панама
  - Панама — Международный аэропорт Токумен
- Колумбия
  - Богота — Международный аэропорт Эль-Дорадо
- Эквадор
  - Гуаякиль — Международный аэропорт имени Хосе Хоакина де Ольмедо
- Гватемала
  - Гватемала — Международный аэропорт Ла-Аурора
- Ямайка
  - Монтего-Бей — Международный аэропорт имени Сангстера
- Коста-Рика
  - Сан-Хосе — Международный аэропорт имени Хуана Сантамарии
- Куба
  - Гавана — Международный аэропорт имени Хосе Марти
- Аргентина
  - Буэнос-Айрес/Эсейса -Международный аэропорт имени министра Пистарини
  - Мендоса — Международный аэропорт имени генерала Франсиско Габриэлли
  - Сальта — Международный аэропорт имени Мартина Мигеля де Гуэмеса
  - Сан-Мигель-де-Тукуман — Международный аэропорт имени генерала Бенхамина Матьенсо
  - Сан-Хуан — Аэропорт имени Доминго Фаустино Сармьенто (через Ла-Серену)
  - Ушуая — Международный аэропорт Малвинас-Аргентинас (через Пуэрто-Монтт и Пунта-Аренас)
  - Комодоро-Ривадавия — Международный аэропорт имени генерала Энрике Москони (через Балмаседу)
  - Неукен — Международный аэропорт имени президента Перона (через Темуко)
- Парагвай
  - Асунсьон — Международный аэропорт имени Сильвио Петтросси
- Бразилия
  - Сан-Паулу — Международный аэропорт Сан-Паулу Гуарульос
  - Рио-де-Жанейро — Международный аэропорт Галеан
  - Салвадор — Международный аэропорт имени депутата Луиса Эдуардо Махальяэса
- Уругвай
  - Монтевидео — Международный аэропорт Карраско

## Авиапроисшествия и несчастные случаи
- 8 апреля 1968 года. Самолёт Douglas C-49K (регистрационный CC-CBM), следовавший регулярным рейсом из аэропорта Лос-Серрильос в аэропорт Балмаседа, потерпел крушение при заходе на посадку в пункте назначения. Погибли все 36 человек, находившиеся на борту[3].